# Długowłosek
Długowłosek (Diplothrix) – rodzaj ssaków z podrodziny myszy (Murinae) w obrębie rodziny myszowatych (Muridae). 

## Zasięg występowania
Rodzaj obejmuje jeden żyjący współcześnie gatunek występujący w Japonii; szczątki gatunku wymarłego zostały odnalezione we wschodniej Chińskiej Republice Ludowej. 

## Morfologia
Długość ciała (bez ogona) 230 cm, długość ogona 246 cm; masa ciała 570–587 g. 

## Systematyka
Rodzaj zdefiniował w 1916 roku angielski zoolog Oldfield Thomas na łamach Journal of the Bombay Natural History Society. Na gatunek typowy Thomas wyznaczył (oryginalne oznaczenie) długowłoska okinawskiego (D. legata). 

### Etymologia
Diplothrix: gr. διπλοος diploos ‘podwójny’, od δυο duo ‘dwa’; θριξ thrix, τριχος trikhos ‘włosy’. 

### Podział systematyczny
Analiza filogentyczna przeprowadzona w 2017 roku wykazała, że Diplothrix tworzy grupę siostrzaną z kladem Nesokia + Bandicota. Do rodzaju należy jeden występujący współcześnie gatunek: 
- Diplothrix legata (O. Thomas, 1906) – długowłosek okinawski

Opisano również gatunek wymarły z plejstocenu dzisiejszej Chińskiej Republiki Ludowej:
- Diplothrix yangziensis Wang Yuan, Jin Changzhu & Wei Guangbiao, 2010